# Campeonato Sul-Americano de Voleibol Masculino Sub-21 de 1992
O  Campeonato Sul-Americano de Voleibol Masculino Sub-21  de 1992  é a décima - primeira edição do Campeonato Sul-Americano de Voleibol Masculino da categoria juvenil, disputado por seleções sul-americanas e ocorrendo a cada dois anos , cuja competição é organizada pela Confederação Sul-Americana de Voleibol.

## Equipes
- Argentina
- Brasil
- Chile
- Colômbia
- Equador
- Peru
- Venezuela

## Tabela Final
| Posição | Time            |
| ------- | --------------- |
|         | Brasil          |
|         | Argentina       |
|         | Venezuela       |
| 4       | Colômbia        |
| 5       | Chile           |
| 6       | Peru            |
| 7       | Equador Seleção |